# Xenophthalmichthys danae
Xenophthalmichthys danae är en fiskart som beskrevs av Regan 1925. Xenophthalmichthys danae ingår i släktet Xenophthalmichthys och familjen Microstomatidae. Inga underarter finns listade i Catalogue of Life.